# Садіатт I
Садіатт I, Садіатт Кандавл (дав.-гр. Σαδυάττης Α' Κανδαύλης) — напівлегендарний цар Лідії, останній представнік місцевої династії Гераклідів.
Перше ім'я царя зазвичай перекладають як «сильний володар», а друге є іменем місцевого божества, яке греки ототожнювали з Гермесом або Гераклом (цілком можливо, що місцевій міф про Кандавла — переможця підземного бога, що мав вигляд моторошного собаки, згодом перетворився на легенду про дванадцятий подвиг Геракла).
За переказами, Садіатт Кандавл був настільки захоплений красою своєї дружини, що зрештою вирішив похизуватися нею перед своїм воєначальником Гігесом. Коли ж дружина дізналася про це, вона помстилася тим, що підбурила Гігеса вбити Кандавла.
За іменем лідійського царя отримав назву синдром кандавлізму — потяг до демонстрування голизни та статевих органів партнера третім особам.